# Viktor Talalikhine
Viktor Vassilievitch Talalikhine (en russe : Виктор Васильевич Талалихин) est un aviateur soviétique, né le 5 septembre 1918 et décédé le 27 septembre 1941. Pilote de chasse et as de la Seconde Guerre mondiale, il fut distingué par le titre de Héros de l'Union soviétique. Il fut l'un des premiers pilotes à avoir accompli un taran en pleine nuit.

## Biographie
Viktor Talalikhine naît le 18 septembre 1918 dans le village de Teplovka, dans l'actuelle oblast de Saratov, dans une famille modeste. Après avoir travaillé dans une usine vers 1933, il est appelé sous les drapeaux en 1938 en tant que sous-lieutenant et est intégré à la Voyska PVO.
Il fait ses armes durant la Guerre d'Hiver, qui oppose l'URSS à la Finlande de novembre 1939 à mars 1940. En 1941, il prend part à la Seconde Guerre mondiale : détaché sur le Front de l'Est, il commande d'abord un groupe de vol puis devient second responsable d'une escadrille.
La nuit 6 août 1941, aux commandes d'un Polikarpov I-16 et alors qu'il n'a plus de munitions, Talalikhine aborde un Heinkel He 111 allemand. Il le détruit mais endommage aussi son appareil, et est forcé, alors même qu'il est blessé, à se parachuter. Il est depuis considéré comme un des premiers pilotes à avoir réussi un taran en pleine nuit.
Par la suite, Talalikhine est crédité pour avoir descendu cinq autres avions ennemis. Son avion est lui-même abattu le 27 octobre 1941. L'aviateur est inhumé au cimetière de Novodevitchi. Il est honoré à titre posthume par le titre de Héros de l'Union soviétique. Une série de timbres à son effigie est également émise en 1943 et un monument en son honneur est édifié à Podolsk.

## Décorations
- Héros de l'Union soviétique le 8 août 1941 (médaille no 347)[3]
- Ordre du Drapeau rouge
- Ordre de l'Étoile rouge

## Source
- (en) Cet article est partiellement ou en totalité issu de l’article de Wikipédia en anglais intitulé « Viktor Talalikhin » (voir la liste des auteurs).